# 長野電鉄2500系電車
長野電鉄2500系電車（ながのでんてつ2500けいでんしゃ）は、かつて長野電鉄に在籍した通勤形電車である。本項では3両編成版である2600系についても記述する。

## 概要
1981年（昭和56年）に長野線長野 - 善光寺下間が地下化される際、A-A基準に適合する車両が大量に必要になったため、1977年（昭和52年）から1985年（昭和60年）にかけて東京急行電鉄（東急）より5000系(初代)2両編成10本（20両）、3両編成3本（9両）の計29両を譲り受けた。東急では自社の車両運用の関係から3000系(初代)を譲渡する方向であったが、長野電鉄の強い要請や長野県経済の要衝にあるながの東急百貨店の口添えもあって5000系の譲渡が実現した。最初に1977年1月25日に東急からの借り入れ扱いとしてモハ2601+クハ2551の2両が入線し、1月29日から試運転や乗務実習を行ったのち、2月9日より営業を開始している。この時に入線した車両は、のちに正規の編成であるT1編成並びにC1編成へと組み込まれている。
導入後は編成両数によって車両番号が区分され、2両編成が2500系（モハ2500形・クハ2550形「C編成」）、3両編成が2600系（モハ2600形・サハ2650形「T編成」）とそれぞれ区分された。なお、長野電鉄への譲渡にあたって、東急5000系の制御車クハ5150形が全車とも譲渡されたが、2両編成の所要本数が10本であったのに対してクハ5150形は5両のみしか存在しなかったため、残り5編成分の制御車は制御電動車デハ5000形に対して電装解除・制御車化改造を実施して充当した。また、当初の譲渡計画では2両編成が7本と、3両編成が4本が譲渡される予定であった。

東急時代は緑色の塗装から「青ガエル」の愛称で親しまれていたが、長野電鉄へ入線するにあたり、同社の従来車に準じたファーストレッド（国鉄赤2号と同色）とストロクリーム（国鉄クリーム4号と同色）のツートンカラーに塗り替えられ、「赤ガエル」の愛称で親しまれた。譲渡直前の試運転ではクリーム色塗装のない文字通りの「赤ガエル」で東急線内を走行したこともある。1991年頃に塗り分けが変更され、検査入場時に上部の赤帯が前面まで回るデザインに塗り替えられたが、後述の置き換えが始まると検査切れの編成はそのまま廃車となったため、新塗装はC1・C10・T2・T3編成に施されるに留まった。

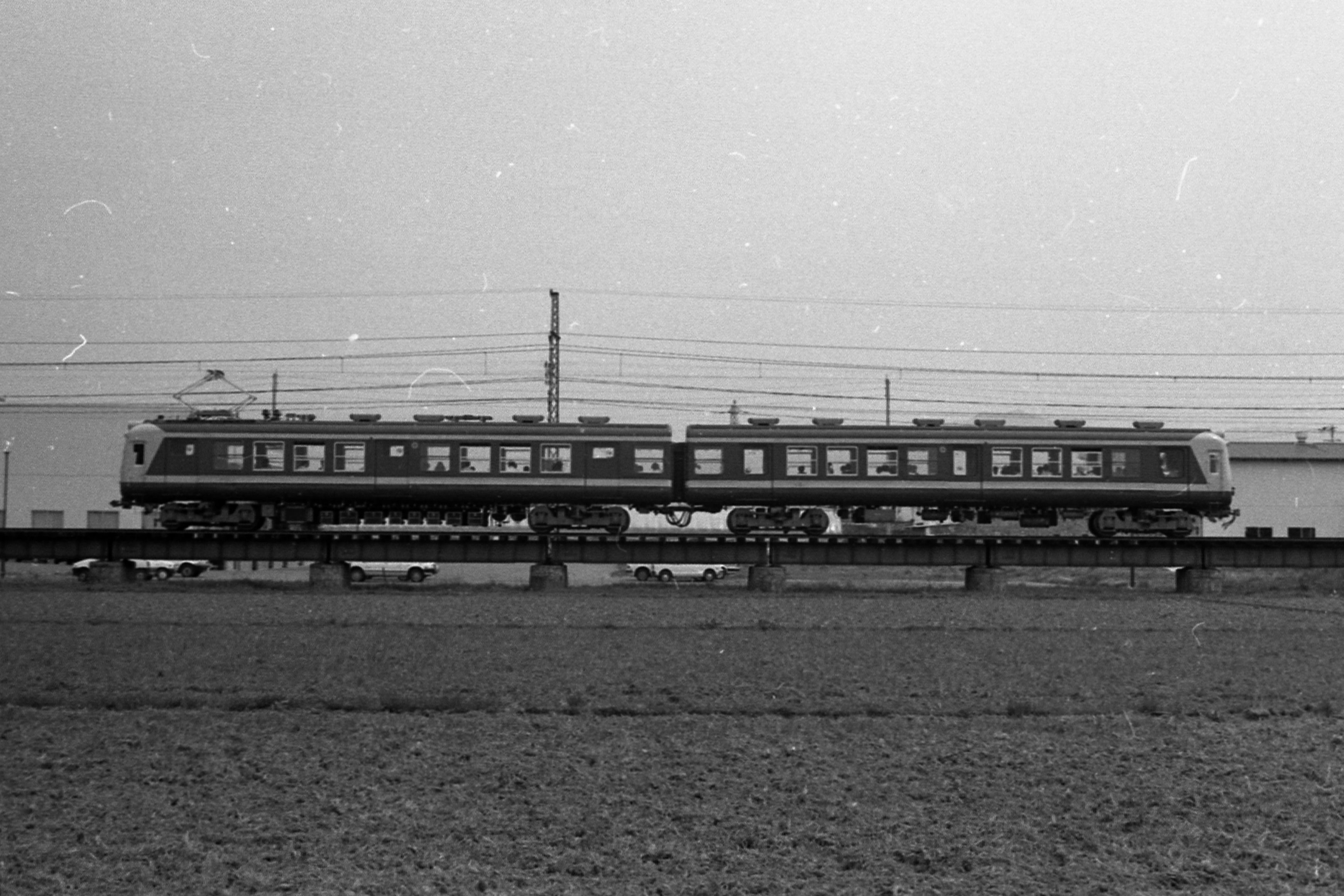
2500系側面（村山-日野間）

## 改造
導入に際しての改造は長津田車両工場で実施された。主な改造内容を以下に記す。
- 信州中野 - 湯田中間の連続勾配区間に対応するため、2両編成については主電動機を東芝SE-626（定格出力115kW）に交換。3両編成については元来搭載する東芝SE-518の磁気容量拡大により対応。
- 電動発電機 (MG) と蓄電池を制御車・付随車に移設。これにより固定編成となる。
- A基準へ適合させるための改造。
- ワイパー増設。
- 2両編成へのジャンパ線増設。
- 尾灯を移設。東急時代は窓下に尾灯、窓上に通過標識灯を配していたが、譲渡改造時に通過標識灯を廃止し尾灯を窓上に移設した。
- 耐寒耐雪工事を施行。警笛を移設。前面窓下にふた付きのものを設置。通風器を押し込み式に取替え。ドアレールヒーターを設置。また戸袋も密閉式へ改造。
- 乗務員室を200㎜拡張し、仕切り扉を中央へ移設。
- 台車を改造することで床面を30㎜下げて、床面高さを1140㎜に変更。

東急5000系は譲渡に伴い各社向けにあわせたさまざまな改造が行なわれたが、尾灯・警笛の移設はこの長野電鉄の事例のみである。

## 運用
1980年代から1990年代にかけて長野電鉄の主力車として運用されてきたが、1998年（平成10年）の長野オリンピック輸送に向けた車両保守の合理化を目的に、1993年（平成5年）から帝都高速度交通営団（現・東京地下鉄）日比谷線用の3000系（3500系）への置き換えを開始し、0系「OSカー」とともに、1998年までに全車両が廃車された。

2002年頃まで須坂駅に放置されていたモハ2602-サハ2652-モハ2612（T2編成）は0系OSカーやモハ1500形とともに長野電鉄公式サイトにて無償で譲渡する（ただし送料などは負担）ことが告知されていたが、結局譲渡先はなく信濃川田駅で解体処分された。

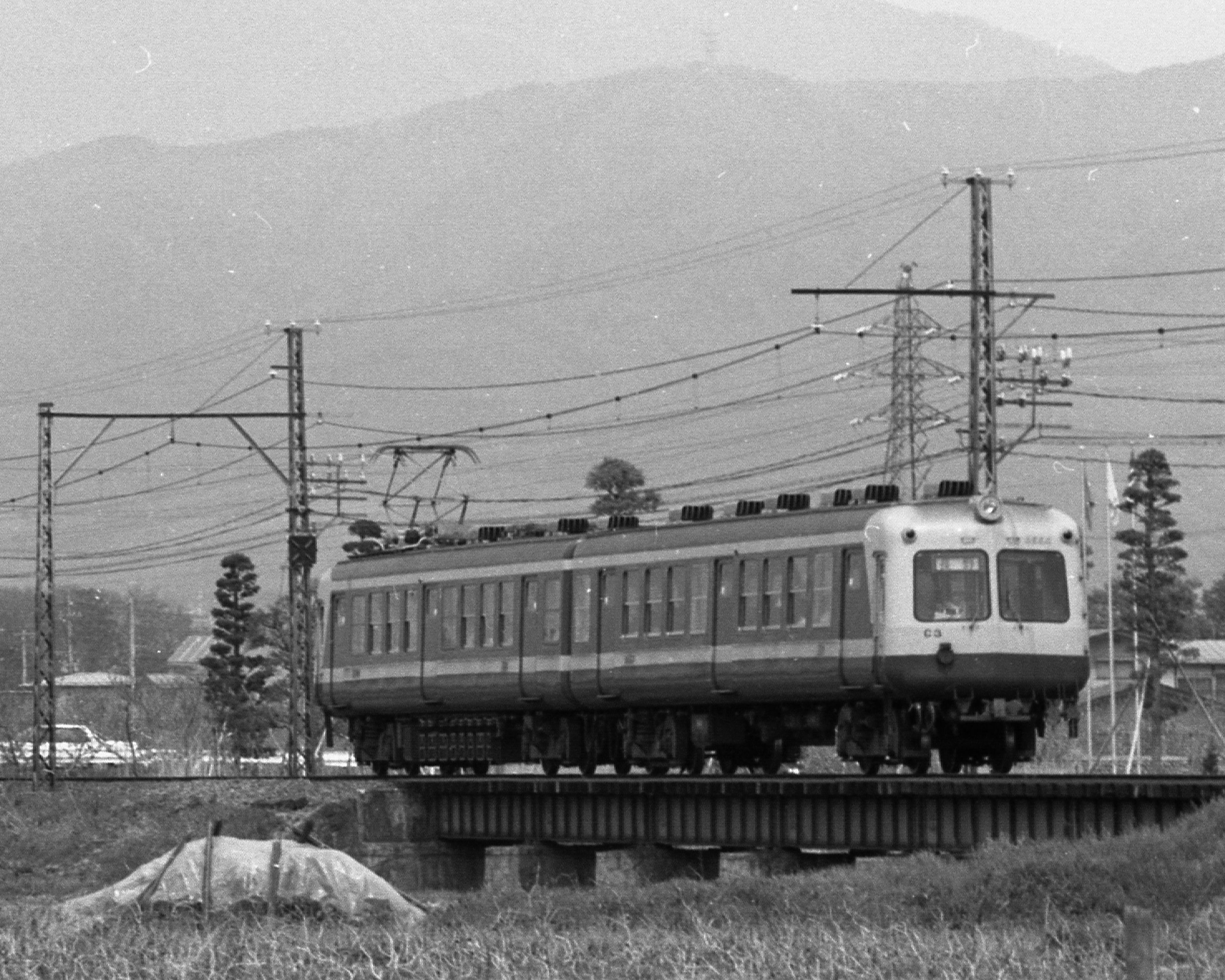
村山 - 日野間を走行する2500系C3編成
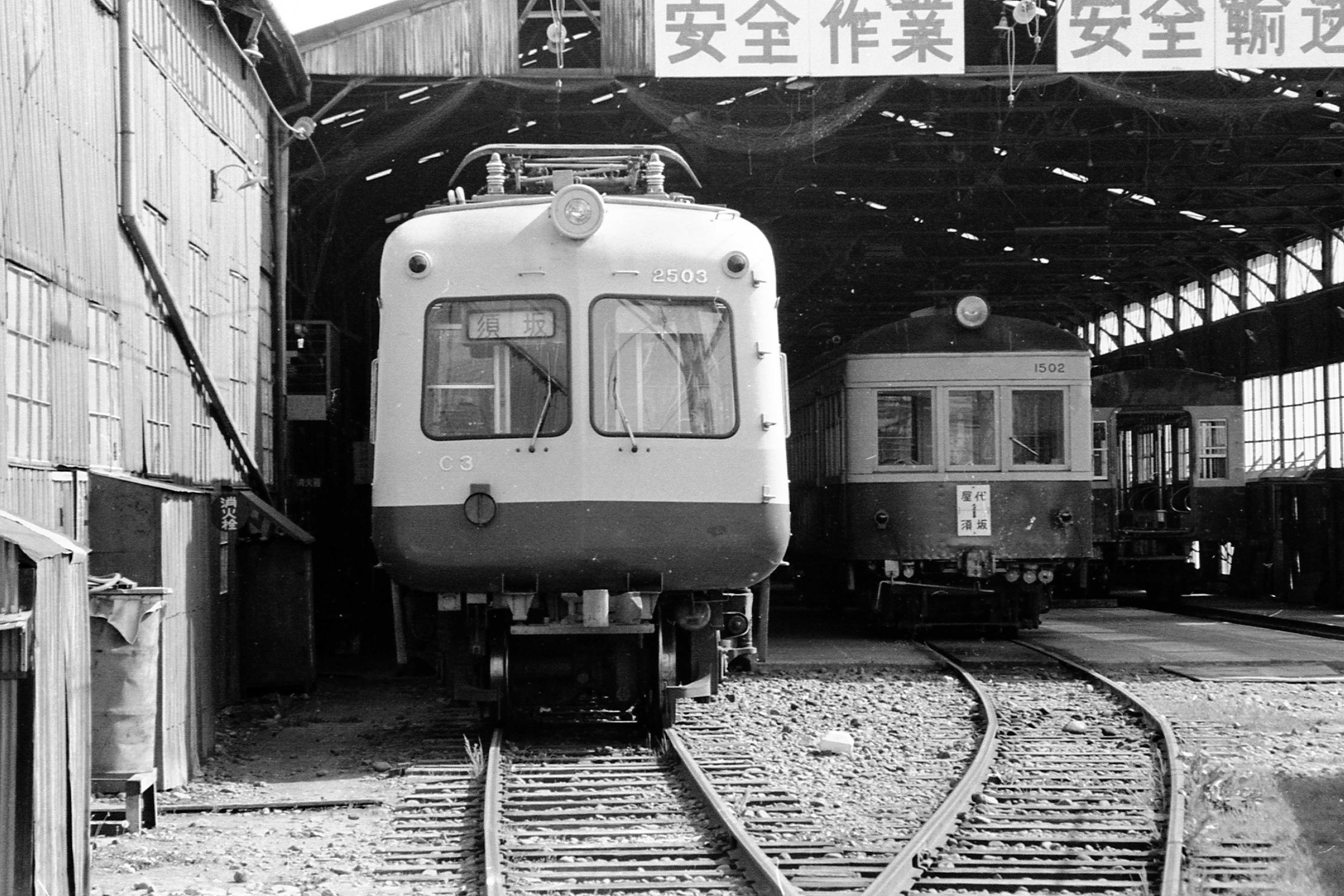
須坂にて作業中の2500系C3編成

## 編成表

### 2500系
| 編成番号 | 長電での車両番号 | 長電での車両番号 | 東急時代の車両番号 | 東急時代の車両番号 |
| -------- | ---------------- | ---------------- | ------------------ | ------------------ |
| C1       | モハ2501         | クハ2551         | デハ5035           | クハ5155           |
| C2       | 2502             | 2552             | 5029               | 5153               |
| C3       | 2503             | 2553             | 5037               | デハ5022           |
| C4       | 2504             | 2554             | 5023               | クハ5151           |
| C5       | 2505             | 2555             | 5019               | 5152               |
| C6       | 2506             | 2556             | 5021               | デハ5020           |
| C7       | 2507             | 2557             | 5039               | クハ5154           |
| C8       | 2508             | 2558             | 5011               | デハ5012           |
| C9       | 2509             | 2559             | 5045               | 5046               |
| C10      | 2510             | 2560             | 5015               | 5016               |

### 2600系
| 編成番号 | 長電での車両番号 | 長電での車両番号 | 長電での車両番号 | 東急時代の車両番号 | 東急時代の車両番号 | 東急時代の車両番号 |
| -------- | ---------------- | ---------------- | ---------------- | ------------------ | ------------------ | ------------------ |
| T1       | モハ2601         | サハ2651         | モハ2611         | デハ5036           | サハ5367           | デハ5033           |
| T2       | 2602             | 2652             | 2612             | 5014               | 5357               | 5013               |
| T3       | 2603             | 2653             | 2613             | 5041               | 5375               | 5042               |

## 保存車

### C10編成
モハ2510-クハ2560のみは解体を免れ、1998年から長野県須坂市の長野県道58号長野須坂インター線沿いで営業していた飲食店「トレインギャラリーNAGANO」敷地内に留置されていた。
閉店後の2022年4月19日、同車の製造会社東急車輛製造を源流とする総合車両製作所がこのうちモハ2510（東急時代車号デハ5015）を取得、横浜事業所内で復原保存すると発表した。
同車両は2022年5月24日に丸池海運によってトレインギャラリーNAGANO跡を出発し総合車両製作所横浜事業所へ陸送された。

取得しなかったクハ2560についてはモハ2510の陸送前に解体された。

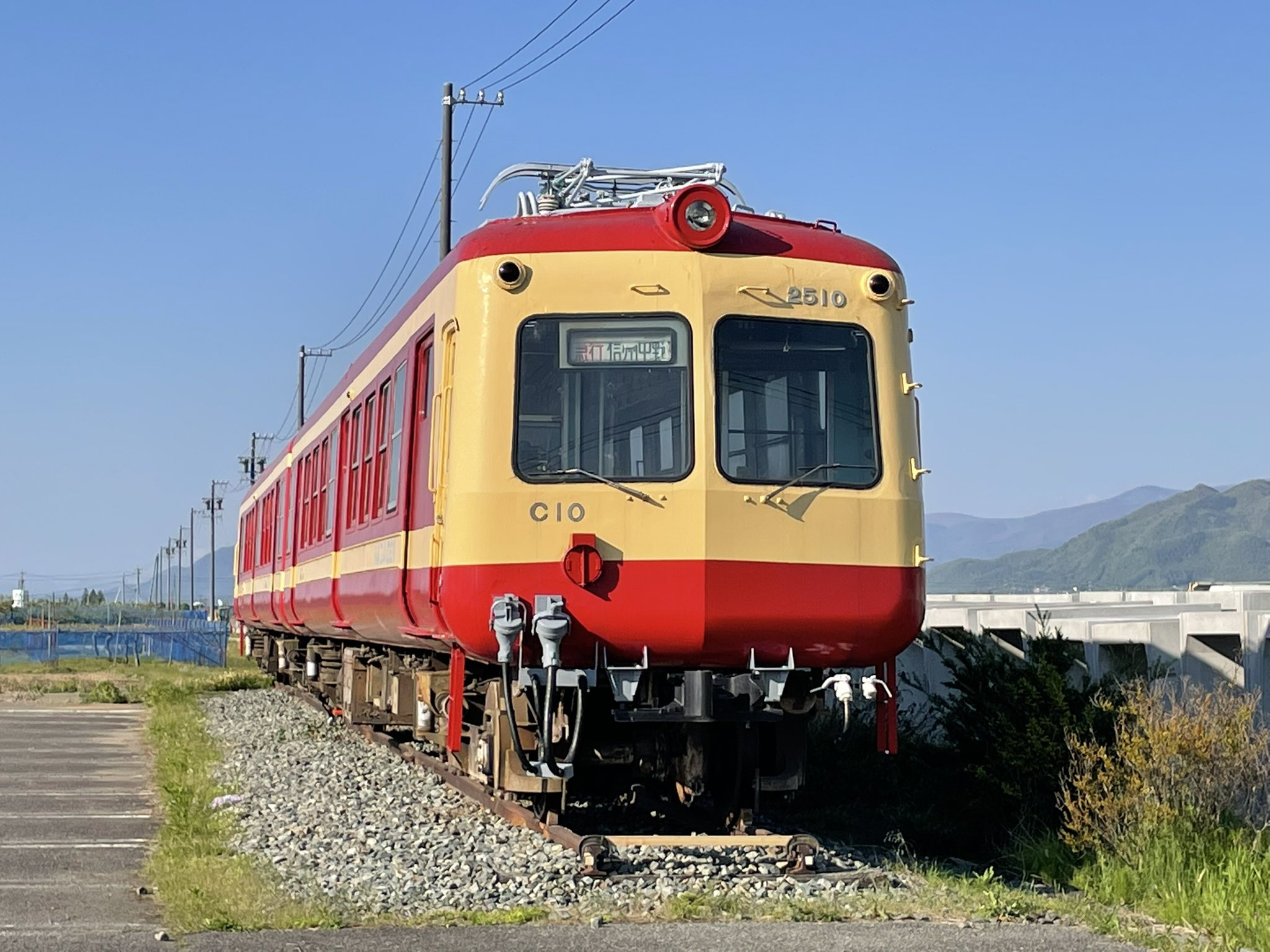
トレインギャラリーNAGANOに保存されていた2500系C10編成
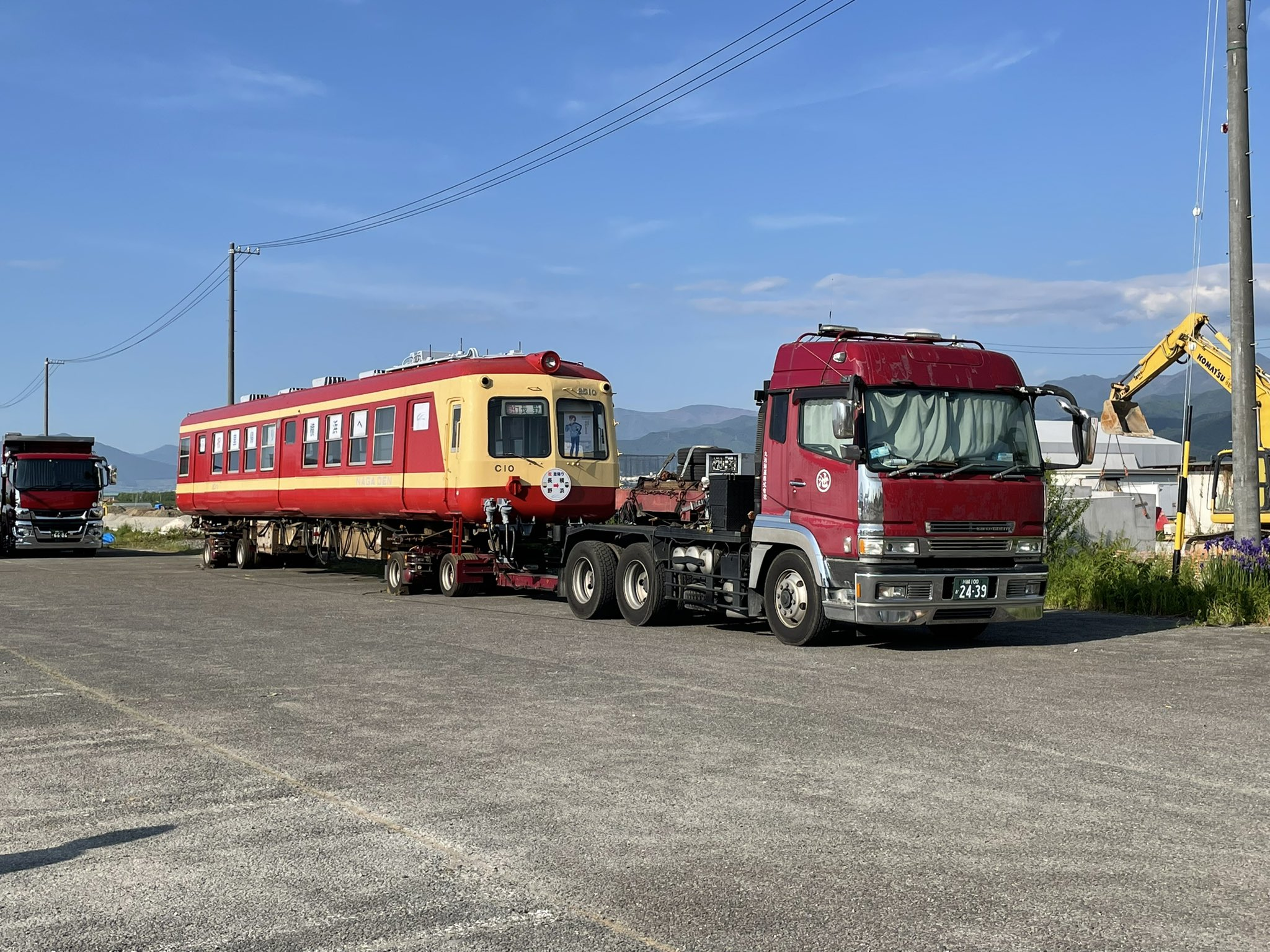
陸送直前のモハ2510